# Oberonia irrorata
Oberonia irrorata är en orkidéart som beskrevs av Rudolf Schlechter. Oberonia irrorata ingår i släktet Oberonia och familjen orkidéer. Inga underarter finns listade i Catalogue of Life.